# Sjörgrå
Sjörgrå är en ort 10 km norr om Bollnäs i Bollnäs socken i Bollnäs kommun. Den består delvis av fritidshus.
Byn ligger vid norra delen av Växsjön, en sjö utmed Ljusnan. Nordöst om byn ligger Sjörgråberget. Nordväst om Sjörgrå, på andra sidan av Växsjön, ligger Lottefors som kan nås via en bro över Ljusnan. Närmsta by söderut längs stranden är Lillrönningen.
Mest känd är byn kanske för att den folkkära sångaren och bandyspelaren "Snoddas" bodde här en tid.